# نسيج الثدي الكثيف
نسيج الثدي الكثيف وهو النسيج الذي عندما تكون الأنسجة الغدية والأنسجة الليفية أكثر من الأنسجة الدهنية في الثديين. لدى نحو 40-50% من النساء أنسجة ثدي كثيفة وأهم المشكلات الطبية الناتجة أن تصوير الثدي بالأشعة السينية لا يسمح بتمييز الأنسجة السرطانية عن الأنسجة الكثيفة المحيطة بها. لذلك يزداد خطر التشخيص المتأخر لسرطان الثدي لدى النساء ذوات نسيج الثدي الكثيف. النساء ذوات نسيج الثدي الكثيف أكثر عرضة للإصابة بسرطان الثدي عمومًا، ولا تُعرف تمامًا أسباب ذلك.

## التعريف
يُحدد نسيج الثدي الكثيف تبعًا لكمية الأنسجة الغدية والليفية مقارنة بكمية الأنسجة الدهنية. تقسّم تصنيفات التصوير الشعاعي للثدي الحالية كثافة الثديين إلى أربع فئات. ما يقرب من 10% من النساء لديهن ثدي دهني بالكامل تقريبًا، ولدى 40% نسيج ثدي فيه جيوب صغيرة من الأنسجة الكثيفة، ولدى 40% توزيع متساوٍ للأنسجة الكثيفة في الثديين، ولدى 10% أنسجة كثيفة للغاية. المجموعتان الأخيرتان هما المدرجتان تحت تعريف نسيج الثدي الكثيف. حُددت هذه الفئات رسميًا في نظام تقارير وبيانات تصوير الثدي التابع للكلية الأمريكية للأشعة.
عند إجراء تصوير الثدي بالأشعة السينية، تُميز كثافة الأنسجة من خلال البؤر الساطعة والداكنة، تمثل المناطق الداكنة شعاعيًا الأنسجة الدهنية وتمثل البؤر الساطعة الكثيفة الأنسجة الغدية الليفية مجتمعة. إن تقييم النمو الجديد للورم بصفته بؤرة كثيفة شعاعيًا هو الطريقة الأساسية التي يستخدمها اختصاصيو الأشعة لكشف السرطان في مراحله المبكرة. يظهر لدى النساء ذوات الثدي الكثيف لون أبيض شامل يشار إليه باسم «تأثير التقنيع» الذي يمنع كشف البؤر الساطعة الجديدة في الأنسجة.

## التاريخ
كُشفت مشكلة الثدي الكثيف في فحوصات التصوير الشعاعي للثدي من قبل جون وولف في 1976، ووضع وولف نظام تصنيف جديد يعتمد على كثافة ثدي الإناث وبروز أنسجة الأقنية الليفية. وأشار أيضًا إلى أن زيادة كثافة ثدي المرأة وكيفية توزع النسيج المتني للثدي، تترافق بازدياد خطر الإصابة بسرطان الثدي، إذ ترافقت الحالات الأكثر كثافة بزيادة في خطر الإصابة بسرطان الثدي بمقدار 37 ضعفًا. إلا أن النتائج التي توصل إليها لم تكن قابلة للتكرار من قبل باحثين آخرين، فرُفضت ادعاءاته عن العلاقة بين الثدي الكثيف وزيادة خطر الإصابة بالسرطان من قبل مجتمع الأشعة.
رغم الاتفاق على أن تأثير «التقنيع» في الثدي الكثيف يعيق كشف سرطان الثدي المبكر من خلال إجراء تصوير الثدي بالأشعة السينية، لم تُقدم أعمال موافقة لعمل وولف حتى جاء عمل نورمان بويد عام 2007. قارن بويد مجموعة واسعة من الحالات وخطر إصابة النساء بالسرطان بمرور الوقت بالمقارنة مع كثافة نسيج الثدي. ووجد أن النساء ذوات الكثافة العالية للثدي أصبن بالسرطان بمعدل أعلى بنحو خمس مرات مقارنةً باللواتي لديهم أنسجة ثدي دهنية بالكامل تقريبًا. واقترح بعض الباحثين، مثل بيرني وآخرون (1995)، أن كثافة الثدي هي أكبر عامل خطر لتطور سرطان الثدي.
اقترح بويد نظام تصنيف جديد يتجاوز نظام وولف وأطلق عليه اسم الفئات الست التي تقسم الثديين بناء على النسبة المئوية لكثافة الأنسجة الغدية الليفية مقابل الأنسجة الدهنية.اقتُرح نظام تصنيف ثالث من قبل تابار وآخرون في (2005) يأخذ في الاعتبار النسبة المئوية لجميع أنواع الأنسجة الثلاثة والكثافة الخطية ويحدد ست مجموعات بناء على النسب المئوية الأربعة معًا.

## التشريعات
ركز وضع التشريعات المتعلقة بنسيج الثدي الكثيف على إخطار النساء من قبل مقدم الرعاية الطبية بأن لديهن هذه الحالة بعد تشخيص ذلك من خلال تصوير الثديين بالأشعة السينية، وتحسين الوعي العام بالحالة بين الناس.
كانت الحجج ضد هذه التشريعات من قبل بعض مقدمي الخدمات الطبية والأطباء هي المخاوف من أن الإبلاغ عن هذه المخاطر سيؤدي إلى تجنب النساء تصوير الثدي بالأشعة السينية خوفًا من تلقي تشخيص سرطان الثدي. وجد يه وآخرون (2015) أن إخطار النساء أدى إلى زيادة إجمالية في نية السيدات المطلعات في إجراء التصوير بالموجات فوق الصوتية في المستقبل وغيرها من الاختبارات للتعامل مع خطر الإصابة بسرطان الثدي. ومع ذلك، لاحظ المؤلفون أن النساء اللواتي لديهن مستوى عال من النفور بسبب الغموض كن أقل اندفاعًا لتصوير الثدي بالأشعة السينية في المستقبل، وخاصةً النساء اللواتي لم يغطِ التأمين الصحي الخاص بهن إجراءات التصوير بالموجات فوق الصوتية.

### أمريكا الشمالية

#### الولايات المتحدة الأمريكية
يجب أن تكون مسائل تشخيص سرطان الثدي لدى هؤلاء النساء جزءًا من المعلومات المقدمة لهن مع اقتراح إجراء اختبارات إضافية من خلال طرق بديلة. تنطوي معظم التشريعات أيضًا على إعطاء أي تصوير شعاعي للثدي إلى طبيب المريضة وجعله جزءًا من سجلها الطبي. مُرر أول تشريع ولاية بشأن إخطارات الثدي الكثيفة في عام 2009 في ولاية كونيكتيكت بعد دعوة من قبل الناجية من سرطان الثدي نانسي كابيلو، التي شُخصت إصابتها بسرطان الثدي في المرحلة الثالثة بسبب فشل تصوير الثدي بالأشعة السينية في الكشف عن الورم مبكرًا. أصدرت ولايات أخرى تشريعاتها الخاصة، إذ أقرت تكساس قانون هيندا في عام 2011. بحلول عام 2015، كان لدى 19 ولاية قوانين إخطار بنسيج الثدي الكثيف.
يغطي قانون فيدرالي يسمّى قانون معايير جودة التصوير الشعاعي للثدي كيفية التعامل مع تقارير التصوير الشعاعي للثدي ويوجب إبلاغ الأطباء بتصنيف كثافة الثدي. لكن القانون لم يتضمن إخطار المرضى. سعت القوانين على مستوى الدولة إلى التعامل مع هذه الفجوة منذ عام 2009. قُدم مشروع قانون فيدرالي لتعديل القانون السابق إلى الكونغرس في أكتوبر 2011، ولكنه لم يُمرر.صودق على مشاريع القوانين الفيدرالية اللاحقة لتصبح قوانين في فبراير 2019 ونتج عنها تحديث إدارة الغذاء والدواء لقانون معايير جودة التصوير الشعاعي للثدي، ليصبح واجبًا إبلاغ المريضات بنتائج التصوير. عُدل القانون مرة أخرى في  2023، وألزم إخطار جميع المرضى بكثافة نسيج الثدي («كثيف» أو «غير كثيف») في تقارير التصوير الشعاعي للثدي اعتبارًا من 10 سبتمبر 2024.
وجدت الأبحاث التي أجراها كريسين وآخرون في 2021 عن تأثير قوانين الولايات والقوانين الفيدرالية المتعلقة بنسيج الثدي الكثيف أن قوانين الإخطار زادت من احتمال إبلاغ النساء عن نسيج الثدي الكثيف بمقدار 1.5 مرة، لكن النساء ذوات البشرة الملونة وخاصة ذوات الدخل المنخفض أُبلغن على نحو أقل مقارنةً بغيرهن الأعلى دخلًا. وشمل ذلك إبلاغهن بارتفاع خطر الإصابة بسرطان الثدي.

#### كندا
اعتبارا من عام 2023، تتطلب معظم المقاطعات الإخطار بمستوى كثافة الثدي. تسجل بعض المناطق مثل كيبيك والأقاليم الشمالية الغربية ويوكون البيانات ولكنها لا تبلغ المرضى بها تلقائيًا.

### أوروبا
في عام 2022، نشرت الجمعية الأوروبية لتصوير الثدي، وهي جزء من الجمعية الأوروبية للأشعة، توصية بإبلاغ النساء بكثافة الثدي بعد إجراء الفحوصات، بالإضافة إلى التوصية بإجراء التصوير بالرنين المغناطيسي كل سنتين إلى أربع سنوات للواتي تتراوح أعمارهم بين 50 و75 عامًا ولديهن نسيج ثدي كثيف للغاية.